# Stara Lipa (Črnomelj, Slovenija)
Stara Lipa je naselje u slovenskoj Općini Črnomelju. Stara Lipa se nalazi u pokrajini Dolenjskoj i statističkoj regiji Jugoistočnoj Sloveniji. 

## Stanovništvo
Prema popisu stanovništva iz 2002. godine naselje je imalo 91 stanovnika.